# Leopold von Schroeder
Leopold von Schroeder, född 1851 i Tartu, död 8 februari 1920 i Wien, var en balttysk indolog och religionshistoriker, blev 1882 docent i indologi där, 1890 ryskt statsråd, 1894 e.o. och 1896 ordinarie professor i Innsbruck samt 1899 Johann Georg Bühlers efterträdare som professor i Wien. 

## Mannen och verket
Leopold von Schroeder beundrade Richard Wagner och deltog själv aktivt i teaterlivet i Wien. Han var också en god vän med Houston Stewart Chamberlain och hörde hemma i den vitalistiska, wagnerianska traditionen. 
Han skrev ett sammanfattande verk som samtidens idéer om arierna i Arische Religion (1914/1916). Den var planerad att utkomma i tre volymer, men von Schroeder hann aldrig slutföra den sista. Tanken med tredelningen var att varje volym skulle behandla varsin "rot" eller aspekt av den ariska religionen. Att han valde att tala om tre rötter berodde på att han ville skapa en syntes av tre olika forskartraditioner: den evolutionistiska antropologin, den indoeuropeiska filologin och teorin om en urmonoteism. Den tredje volymen av Arische Religion, som ej blev slutförd, var tänkt att behandla animistiska ritualer hos urindoeuropéerna. 
Han trodde att Wagners mytiska världsåskådning inte bara var ett idiosynkront hopkok utan att den hade urgamla rötter i fornarisk religion. I Mysterium und Mimus im Rigveda (1908) och Die Vollendung des arsichen Mysteriums in Bayreuth (1911) försökte von Schroeder bevisa detta.
Bland hans större arbeten må nämnas Die normale unterscheidung der redeteile im griechischen und lateinischen (1874), Pythagoras und die inder (1884), Indiens literatur und cultur (1887), Die hochzeitsgebräuche der esthen (1888), Wörte der wahrheit (översättning av den buddhistiska tänkespråkssamlingen "Dhammapada", 1892), Mangoblüten (en samling indiska sånger och tänkespråk, 1892), Mysterium und mimus (1908) och Arische religion (I, 1914, II 1916). Viktiga är Schröders upplagor av de båda "Yajurveda"-texterna "Maitrayani-Samhita" (1881-1886)  och "Kathakam" (1900-10). Hans jämförande mytologiska arbeten Griechische götter und heroen (1887) och Herakles und Indra (i Wienakademiens "Denkschriften" 1914) o.a. följer en något föråldrad metod.